# Escarabajosa de Cabezas (kommunhuvudort)
Escarabajosa de Cabezas är en kommunhuvudort i Spanien.   Den ligger i provinsen Provincia de Segovia och regionen Kastilien och Leon, i den centrala delen av landet, 90 km nordväst om huvudstaden Madrid. Escarabajosa de Cabezas ligger 883 meter över havet och antalet invånare är 357.
Terrängen runt Escarabajosa de Cabezas är platt. Runt Escarabajosa de Cabezas är det ganska glesbefolkat, med 30 invånare per kvadratkilometer. Närmaste större samhälle är Segovia, 18,5 km söder om Escarabajosa de Cabezas. Trakten runt Escarabajosa de Cabezas består till största delen av jordbruksmark.